# 刘涣 (唐朝)
刘涣（7世纪—734年5月30日），唐朝将官。
唐玄宗开元二十一年（733年）官至北庭节度使。二十二年（734年）四月，改任北庭都护。同月，突骑施俟斤阿悉吉·阙驱马至北庭贸易，与刘涣发生纠纷，恰巧有个叫何羯达的人从突骑施来降，声称阿悉吉名为贸易，其实想攻打庭州。刘涣没有详察也没有奏报便擅自调兵围杀突骑施商队，夺其马匹；从吐蕃贩运银瓶、黑毯、赤縻等贵重商品而来的突骑施阙伊难如等人在经过葱岭守捉（新疆塔什库尔干）关卡时，货物被送回吐蕃，人员则被唐军扣留。突骑施苏禄可汗大怒，攻打安西都护府治所龟兹。唐玄宗为了缓和冲突，下诏斥责刘涣“处置狂疏”，刘涣吓得和自己平时疏于管治的沙陀联络，致使沙陀进入伊州。西州都督无山军使张待宾多次上表奏闻刘涣谋反，刘涣被内侍刘元尚诛杀。朝廷抄刘涣家，传其首级于突骑施苏禄可汗。
朝廷敕令伊州刺史伊吾军使张楚宾令沙陀归本处，並下诏嘉奖抚慰北庭将士百姓等。
但苏禄可汗对唐朝的处理并不满意，进攻唐朝。